# Slime Taoshite 300-nen, Shiranai Uchi ni Level Max ni Nattemashita
Slime Taoshite 300-nen, Shiranai Uchi ni Level Max ni Nattemashita (スライム倒して３００年、知らないうちにレベルＭＡＸになってました Suraimu Taoshite Sanbyaku-nen, Shiranai Uchi ni Reberu Makkusu ni Nattemashita?,  lit. He estado matando slimes durante 300 años y he maximizado mi nivel) es una serie de novelas ligeras japonesas escritas por Kisetsu Morita e ilustradas por Benio. Inició su publicación en el sitio web Shōsetsuka ni Narō en 2016 y, al año siguiente, fue adquirida por SB Creative, quien publicó el primer volumen de la novela ligera en 2017. Una adaptación al manga con arte de Yusuke Shiba comenzó la serialización el mismo año del debut de la novela ligera en el sitio web Gangan Online de Square Enix.
En septiembre de 2019 fue lanzado un spin-off de las novelas ligeras titulado Hira Yakunin Yatte 1500-nen, Maō no Chikara de Daijin ni Sarechaimashita (ヒラ役人やって1500年、魔王の力で大臣にされちゃいました?), al mismo tiempo, también se lanzó una adaptación al manga con el mismo nombre. El mismo mes, otra novela ligera derivada llamada Red Dragon Jogakuin (レッドドラゴン女学院 Reddo Doragon Jogakuin?) debutó en el sitio web y la aplicación de Gangan Online. Una adaptación de la serie de televisión anime de Revoroot se emitió de abril a junio de 2021. Una segunda temporada de Teddy se estrenó en abril de 2025. La serie también ha generado varias novelas derivadas.

## Argumento
Después de vivir una dolorosa vida como una empleada de oficina, la ordinaria Azusa Aizawa terminó su vida corta tras morir de cansancio por exceso de trabajo. Entonces, cuando se encontró reencarnada como una bruja inmortal de 17 años y sin envejecimiento alguno en un mundo de fantasía, se compromete a pasar sus días sin estrés y de la manera más agradable posible en una casa cerca de las montañas. 
La fuente principal de recursos para ganarse la vida a duras penas es cazando los objetivos fáciles: los slimes, y con ello, logra conseguir piedras mágicas obtenidas de un slime, las cuales vende al gremio de un pueblo cercano y aprende a crear hierbas medicinales. Conforme pasan los días, todo lo anterior la hace ganar el nombre de la "Bruja del Altiplano" y vive hasta el momento tras recibir el respeto y la confianza de las personas. No obstante, después de 300 años seguidos de hacer este simple trabajo, su experiencia se había acumulado tanto que alcanzó el nivel 99 y terminó con poderes superlativos y alocados. ¿Cómo mantendrá ahora su vida discreta?

## Personajes
Azusa Aizawa (アズサ・アイザワ Aizawa Azusa?)
 Seiyū: Aoi Yūki (CD drama, anime), Alicia Vélez (español latino)
Una antigua empleada de oficina japonesa reencarnada como una bruja inmortal, llamada "la Bruja del Altiplano" (高原 の 魔女 Kōgen no Majo?). Cansada de cualquier exceso de trabajo y emoción después de su prematura muerte en su antigua vida, se esfuerza por tener una vida fácil, pero una vez que se corre la voz de su destreza sin precedentes, se encuentra asediada por rivales que intentan demostrar su valía en ella, o todo tipo de personas dispuestas a unirse a ella.
Laika (ライカ Raika?)
 Seiyū: Kaede Hondo (CD drama, anime), Zoe Mora (español latino)
Una niña dragón roja de unos 300 años que puede cambiar de forma. Originalmente muy arrogante, vino a Azusa para luchar contra ella y demostrar que era la más fuerte de ellos. Después de ser golpeada profundamente por Azusa, se une a ella como su primera aprendiz y ama de llaves.
Falfa (ファルファ Farufa?)
 Seiyū: Sayaka Senbongi (CD drama, anime), Susana Moreno (español latino)
Una chica de 50 años de edad, un espíritu slime y la mayor de dos hermanas gemelas. Tanto ella como su hermana Shalsha son reencarnaciones de las criaturas slime que Azusa mató para ganarse la vida; pero mientras que Shalsha inicialmente está profundamente resentida con Azusa, Falfa la adora y la considera su "madre".
Shalsha (シャルシャ Sharusha?)
 Seiyū: Minami Tanaka (CD drama, anime), Verania Ortiz (español latino)
La hermana gemela más joven del espíritu slime de Falfa. Impulsada por sentimientos de venganza contra Azusa por matar a todos los slimes, aprendió Magia Haja, una forma de hechicería que es efectiva solo contra una raza específica, pero a su vez es lo suficientemente potente como para contrarrestar incluso la magia de Azusa; también puede leer lengua demoníaca. Después de ser golpeada fácilmente por Laika, ella y Falfa se unen a la casa de Azusa por invitación de ella.
Halkara (ハルカラ Harukara?)
 Seiyū: Sayaka Harada (CD drama, anime), Mildred Barrera (español latino)
Una joven elfa boticaria de 225 años de edad de la provincia de Frant con cambios de humor muy bruscos y una constitución vuloptuosa. Inventó una bebida energizante a base de alcohol extremadamente popular; pero cuando Beelzebub bebió de él, ella se enfermó (por trabajar demasiado después de volverse adicta a él) y luego fue tras Halkara, después de lo cual la elfa, creyendo que Beelzebub quería de hecho venganza, huyó a Azusa en busca de protección. Después de recibir refugio, y después de que se aclara el malentendido con Beelzebub, Halkara decide quedarse con Azusa y reiniciar la producción de su bebida energética. Ella es muy conocedora de los hongos, pero un poco despistada, lo que la hace estropear a veces.
Beelzebub (ベルゼブブ Beruzebubu?)
 Seiyū: Manami Numakura (CD drama, anime), Alejandra Delint (español latino)
Una demonio de alto rango de 3.000 años, la ministra de Agricultura del Reino de los Demonios y el Señor de las Moscas. Persiguiendo a Halkara después de volverse adicta a su bebida energética, para que su producción pueda reiniciarse, desafía a Azusa a una pelea, pero colapsa por el agotamiento (mediante la barrera mágica que Azusa hizo) y ella y Halkara la cuidan hasta que recupera la salud. Una vez aclarado el malentendido, se va pacíficamente, pero jura volver para ajustar cuentas con Azusa y conseguir más bebida de Halkara.
Flatorte (フラットルテ Furattorute?)
 Seiyū: Azumi Waki (CD drama, anime), Gabriela Gris (español latino)
Una niña dragón azul y tiene más de 400 años que Laika. Cuando conoce por primera vez a Azusa y su familia extendida, mientras ella y su rebaño intentan interrumpir la boda de la hermana mayor de Laika (por simples celos de que su comportamiento directo), ahuyentó a su propio prometido. Después de que Azusa golpea a los agresores sin ayuda, y Beelzebub detiene un acto final de agresión, se ve obligada a firmar un tratado de paz entre los dragones rojo y azul. Posteriormente, como parte de sus obligaciones de paz, ella también (para disgusto de Laika) se une a la compañía de Azusa, la única alternativa es suicidarse debido a su disciplina innata.
Rosalie (ロザリー Rozarī?)
 Seiyū: Riho Sugiyama (CD drama, anime), Casandra Acevedo (español latino)
Una chica fantasma que murió a los 15 años y han pasado unos 200 años desde su muerte. Es hija de un comerciante que había atravesado tiempos difíciles, se suicidó después de enterarse de que su padre quería venderla como prostituta. Su alma en pena comenzó a rondar la finca del comerciante, que más tarde se convirtió en el sitio de la nueva fábrica de bebidas energéticas de Halkara. Después de ser atrapada por Azusa, Halkara y Beelzebub, ella, con un poco de esfuerzo, se traslada a la casa de Azusa y se une a su familia adoptiva.
Pecora / Provat Pecora Allières (ペコラ / プロヴァト・ペコラ・アリエース Pekora / Purovato Pekora Ariēsu?)
 Seiyū: Yukari Tamura (CD drama, anime), Banny Vilchis (español latino)
Una chica demonio y Rey Demonio del Reino de los Demonios de su capital Vanzeld. A pesar de su título sobrecogedor, su forma natural es una chica linda y menuda con cuernos de carnero y tres colas, y es, la mayor parte del tiempo, sorprendentemente alegre e informal. Ella también tiene un complejo de sumisión; después de ser noqueada accidentalmente por Halkara, y con Azusa golpeándola en un duelo por la vida de Halkara, ella se somete con gusto a su "conquistador".
Goodly Godly Godness (メガーメガ神 Megāmega Shin?)
 Seiyū: Kikuko Inoue (CD drama, anime)
Es la diosa que reencarnó a Azusa en este mundo, después de que ella se compadeciera de Azusa y también por darle a ella el don de la inmortalidad.
Eno (エノ?)
 Seiyū: Hikaru Tōno (anime), Estefanía Piedra (español latino)
Una bruja inmortal de más de 150 años, llamada "la Bruja de la Gruta" (洞窟 の 魔女 Dōkutsu no Majo?). Ingenua y tremendamente tímida, pero ansiosa por ser reconocida, usurpa el título de "Bruja de las Tierras Altas" para sacar provecho de la reputación de Azusa y hacerse nuevos amigos. Cuando Azusa se entera de la falsificación, se enfrenta a Eno y luego la ayuda a vender sus medicinas a base de mandrágoras, que resultan extremadamente populares. Su título proviene de la ubicación de su taller, que se encuentra dentro de una ubicación subterránea de difícil acceso, lo que contribuye a su falta inicial de renombre.
Fatla (ファートラ Fātora?)
 Seiyū: Miku Itō (anime), Araceli Romero (español latino)
Una mujer leviatán, secretaria de Beelzebub y hermana mayor de Vania. Vania y ella son cambiaformas, capaces de asumir la forma de una ballena voladora gigantesca. A pesar del mito de que los leviatanes son criaturas acuáticas, en realidad son habitantes del aire y, por lo general, los demonios y sus huéspedes privilegiados los emplean como transporte viviente (con un hotel turístico en la espalda). Para cumplir con esta obligación, ambas hermanas trabajan en tándem: mientras una hace el transporte, la otra usa las instalaciones del hotel (especialmente el baño) para relajarse.
Vania (ヴァーニア Vānia?)
 Seiyū: Ari Ozawa (anime), Scarlet Miuller (español latino)
Una mujer leviatán, secretaria adjunta de Beelzebub y hermana menor de Fatla.
Kuku (クク Kuku?)
 Seiyū: Kotori Koiwai, Valentina Souza (español latino)
Una juglar almiraj de unos 80 años.
Slintelly / Slime Inteligente (賢スラ / 賢いスライム Kensura / Kashikoi Suraimu?, lit. Slime sabio)
Un slime normal completamente negro. Slintelly es el nombre que Azusa le da.
Slimaga / Slime Maga (マースラ / 魔法使いスライム Māsura / Mahō Tsukai Suraimu?, lit. Slime de usuario mágico)
 Seiyū: Miyuri Shimabukuro (anime), Desireé González (español latino)
Una slime maga que adopta la forma de una chica rubia de 15 años. Slimaga es el nombre que Azusa le da.
Slilucha / Slime Luchadora (ブッスラー / 武道家スライム Bussurā / Budōka Suraimu?, lit. Slime experta en Budō)
 Seiyū: Ayasa Itō (anime), Montserrat Aguilar (español latino)
Una slime luchadora de 300 años a quien Azusa y los demás la buscan cuando Falfa se queda atrapada en su forma de slime después de que tuviera un calambre de cuello. Es muy materialista y considera que la lucha es un medio para recolectar cada vez más premios. Después de ser fácilmente derrotada por Azusa (por medio de Beelzebub en un duelo), decide unirse a ella como aprendiz de artes marciales, pero fue frustrado por fobia mediante el aura que Azusa tenía (ya que Azusa es una de las personas que han matado a tantos slimes) y en cambio, decide unirse a Beelzebub. Slilucha es el nombre que ella misma decidió usar y Azusa no se lo dio.

## Medios

### Novela web
A través de su cuenta oficial de Twitter, Kisetsu Morita, autor de las novelas ligeras Slime Taoshite 300-nen, Shiranai Uchi ni Level Max ni Nattemashita (I’ve Been Killing Slimes for 300 Years and Maxed Out My Level), reveló que la novela web (que se publica en el servicio independiente Shousetsuka ni Narou) será eliminada una semana después de la publicación del capítulo final. Morita señaló que este es el final de la versión web, pero la publicación escrita continuará.
«Una semana después de la finalización de la actual serialización en Shousetsuka ni Narou de la novela “Slime Taoshite 300-nen, Shiranai Uchi ni Level Max ni Nattemashita”, se terminará la distribución de la obra en este medio y será eliminada. Poniéndolo de esta forma, es posible que se piense que la franquicia llegará a su final, pero en realidad continuará en su versión impresa a través del sello GA Bunko. ¡Así que espero seguir contando con el apoyo de todos ustedes!», escribió.

### Novela ligera
Originalmente, la serie fue publicada por Kisetsu Morita en el sitio de novelas web generado por el usuario Shōsetsuka ni Narō en 2016. La editorial SB Creative adquirió la serie y luego comenzó a publicarla bajo su sello GA Novel como una novela ligera en enero de 2017. Veintiocho volúmenes habían sido lanzados hasta junio de 2025.
Entre enero y julio de 2018, en los volúmenes 5 a 7 de la novela ligera, al final de esos volúmenes se publicó una historia especial sobre el personaje Beelzebub. En septiembre de 2019, esas historias fueron compiladas en su propio volumen spin-off llamado Hira Yakunin Yatte 1500-nen, Maō no Chikara de Daijin ni Sarechaimashita publicado el 13 de septiembre de 2019 por SB Creative bajo el sello GA Novel, con Kisetsu Morita y Benio como autor e ilustrador respectivamente.
En septiembre de 2019, otra novela ligera derivada titulada Red Dragon Jogakuin de Kisetsu Morita y Benio debutó en el sitio web y aplicación para teléfonos inteligentes Gangan Online de Square Enix.
| N.º | Fecha de lanzamiento     | ISBN                   |
| --- | ------------------------ | ---------------------- |
| 1   | 14 de enero de 2017      | ISBN 978-4-7973-9044-5 |
| 2   | 15 de abril de 2017      | ISBN 978-4-7973-9176-3 |
| 3   | 15 de julio de 2017      | ISBN 978-4-7973-9295-1 |
| 4   | 13 de octubre de 2017    | ISBN 978-4-7973-9296-8 |
| 5   | 15 de enero de 2018      | ISBN 978-4-7973-9297-5 |
| 6   | 13 de abril de 2018      | ISBN 978-4-7973-9617-1 |
| 7   | 14 de julio de 2018      | ISBN 978-4-7973-9619-5 |
| 8   | 15 de noviembre de 2018  | ISBN 978-4-7973-9913-4 |
| 9   | 15 de marzo de 2019      | ISBN 978-4-8156-0096-9 |
| 10  | 9 de agosto de 2019      | ISBN 978-4-8156-0274-1 |
| so  | 13 de septiembre de 2019 | ISBN 978-4-8156-0116-4 |
| 11  | 12 de diciembre de 2019  | ISBN 978-4-8156-0275-8 |
| 12  | 16 de abril de 2020      | ISBN 978-4-8156-0276-5 |
| 13  | 14 de julio de 2020      | ISBN 978-4-8156-0705-0 |
| 14  | 14 de octubre de 2020    | ISBN 978-4-8156-0651-0 |
| 15  | 14 de enero de 2021      | ISBN 978-4-8156-0706-7 |
| 16  | 13 de abril de 2021      | ISBN 978-4-8156-0708-1 |
| 17  | 12 de junio de 2021      | ISBN 978-4-8156-1090-6 |
| 18  | 14 de septiembre de 2021 | ISBN 978-4-8156-1091-3 |
| 19  | 14 de diciembre de 2021  | ISBN 978-4-8156-1347-1 |
| 20  | 14 de abril de 2022      | ISBN 978-4-8156-1393-8 |
| 21  | 11 de agosto de 2022     | ISBN 978-4-8156-1640-3 |
| 22  | 16 de enero de 2023      | ISBN 978-4-8156-1873-5 |
| 23  | 14 de julio de 2023      | ISBN 978-4-8156-2034-9 |
| 24  | 14 de noviembre de 2023  | ISBN 978-4-8156-2035-6 |
| 25  | 9 de agosto de 2024      | ISBN 978-4-8156-2707-2 |
| 26  | 15 de diciembre de 2024  | ISBN 978-4-8156-2708-9 |
| 27  | 12 de abril de 2025      | ISBN 978-4-8156-2709-6 |
| 28  | 14 de junio de 2025      | ISBN 978-4-8156-3200-7 |
| 29  | 15 de enero de 2026      | ISBN 978-4-8156-3732-3 |

### Manga
En junio de 2017, Square Enix comenzó a publicar una adaptación al manga de Yusuke Shiba en su sitio web en línea y aplicación para teléfonos inteligentes Gangan Online, con dieciséis volúmenes tankōbon lanzados hasta marzo de 2025. La adaptación al manga del spin-off  Hira Yakunin Yatte 1500-nen, Maō no Chikara de Daijin ni Sarechaimashita fue lanzado en Gangan Online en septiembre de 2019, con Yusuke Shiba repitiendo su trabajo.
| N.º | Fecha de lanzamiento     | ISBN original          |
| --- | ------------------------ | ---------------------- |
| 1   | 12 de enero de 2018      | ISBN 978-4-7575-5582-2 |
| 2   | 22 de junio de 2018      | ISBN 978-4-7575-5751-2 |
| 3   | 13 de noviembre de 2018  | ISBN 978-4-7575-5912-7 |
| 4   | 13 de abril de 2019      | ISBN 978-4-7575-6085-7 |
| 5   | 12 de septiembre de 2019 | ISBN 978-4-7575-6286-8 |
| 6   | 12 de febrero de 2020    | ISBN 978-4-7575-6502-9 |
| 7   | 12 de septiembre de 2020 | ISBN 978-4-7575-6749-8 |
| 8   | 12 de marzo de 2021      | ISBN 978-4-7575-7122-8 |
| 9   | 11 de junio de 2021      | ISBN 978-4-7575-7321-5 |
| 10  | 10 de diciembre de 2021  | ISBN 978-4-7575-7630-8 |
| 11  | 10 de junio de 2022      | ISBN 978-4-7575-7965-1 |
| 12  | 12 de diciembre de 2022  | ISBN 978-4-7575-8307-8 |
| 13  | 12 de julio de 2023      | ISBN 978-4-7575-8663-5 |
| 14  | 9 de febrero de 2024     | ISBN 978-4-7575-9050-2 |
| 15  | 9 de agosto de 2024      | ISBN 978-4-7575-9353-4 |
| 16  | 12 de marzo de 2025      | ISBN 978-4-7575-9739-6 |
| so  | 12 de septiembre de 2019 | ISBN 978-4-7575-6287-5 |
| so  | 12 de febrero de 2020    | ISBN 978-4-7575-6503-6 |
| so  | 12 de septiembre de 2020 | ISBN 978-4-7575-6750-4 |

### Anime
La adaptación a serie de anime fue anunciada durante una transmisión en vivo para el evento GA Fes 2019. La serie está animada por Revoroot y dirigida por Nobukage Kimura, con Tatsuya Takahashi a cargo de la composición de la serie, Keisuke Goto diseñando los personajes y Keiji Inai componiendo la música de la serie. La serie se emitió del 10 de abril al 26 de junio de 2021 en AT-X, Tokyo MX y BS11. Aoi Yūki interpretó el tema de apertura "Gudafuwa Everyday" (ぐ だ ふ わ エ ブ リ デ ー, Gudafuwa Eburidē , lit. Gudaguda y fluffy daily), mientras que Azumi Waki interpretó el tema de cierre "Viewtiful Days!". Crunchyroll obtuvo la licencia de la serie fuera de Asia. En el sudeste asiático y el sur de Asia, Muse Communication obtuvo la licencia de la serie y la transmitirá en iQIYI, Bilibili, CATCHPLAY+ y otras plataformas. La compañía también ha otorgado la licencia del anime a Animax Asia para transmisiones de televisión.
El 12 de abril de 2021, Crunchyroll anunció que la serie recibió un doblaje en español latino, que se estrenó el 29 de mayo.
En enero de 2022, se anunció que se dio luz verde a una segunda temporada. La temporada estará animada por Teddy y dirigida por Kunihisa Sugishima, con Naohiro Fukushima a cargo de la composición de la serie, Hikaru Kodama diseñando los personajes y Keiji Inai regresando para componer la música de la serie. Su estreno está previsto para el 5 de abril de 2025.

## Recepción
La novela ligera ocupó el noveno lugar en 2019 en la guía anual Kono Light Novel ga Sugoi! de Takarajimasha en la categoría tankōbon.
En el capítulo más reciente de la adaptación a manga de las novelas ligeras escritas por Morita Kisetsu e ilustradas por Benio, Slime Taoshite 300-nen, Shiranai Uchi ni Level Max ni Nattemashita (I’ve Been Killing Slimes for 300 Years and Maxed Out My Level), a cargo de Yuusuke Shiba, se reportó que la franquicia literaria ha superado 1.5 millones de copias en circulación.
La descripción del décimo noveno volumen de las novelas ligeras escritas por Kisetsu Morita e ilustradas por Benio, Slime Taoshite 300-nen, Shiranai Uchi ni Level Max ni Nattemashita (I’ve Been Killing Slimes for 300 Years and Maxed Out My Level), confirmó que la franquicia literaria ha superado las 2 millones de copias en circulación acumuladas. Este conteo incluye tanto las copias de las novelas ligeras como las de las adaptaciones a manga y otros spin-off.